# Portrait de dame en bleu
Le Portrait de dame en bleu est un tableau de Paul Cézanne, non signé, peint quelques années avant sa mort. Il est conservé au musée de l'Ermitage de Saint-Pétersbourg.
Il représente une dame en bleu avec un chapeau à fleurs de la même couleur accoudée à une table recouverte d'un tapis. Son modèle n'a pas été identifié, mais certains historiens pensent qu'il s'agit de Mme Brémond, gouvernante de Cézanne, qui a posé dans l'atelier de l'artiste à Aix, rue Boulegon, après la vente du Jas de Bouffan.

## Expositions
- 1926, Moscou
- 1956, Léningrad, exposition d'art français du XIIe au XXe siècle
- 1965, Bordeaux, exposition des chefs-d'œuvre des musées de l'Ermitage et de Moscou
- 1965-1966, Paris, exposition des chefs-d'œuvre des musées de Léningrad et de Moscou
- 1977-1978, New York
- 1978, Houston
- 1978, Paris
- 1982, Tokyo